# Bahnhof Sigmaringen
Der Bahnhof Sigmaringen ist ein Eisenbahnknoten in der baden-württembergischen Stadt Sigmaringen, der Kreisstadt des Landkreises Sigmaringen.

## Geschichte
Das Empfangsgebäude wurde ab 1872 im Stil der Neorenaissance von Baurat Schlierholz und Bauinspektor Eulenstein im Auftrag der Königlich Württembergischen Staats-Eisenbahnen erbaut und am 26. Juli 1873 anlässlich der Vollendung der Bahnstrecke Ulm–Sigmaringen eröffnet. In den folgenden Jahrzehnten erfolgte die Fertigstellung der ebenfalls württembergischen Bahnstrecke Tübingen–Sigmaringen sowie der, heute nicht mehr bestehenden, badischen Bahnstrecke Krauchenwies–Sigmaringen.

## Landesbahnhof
Als letzte nach Sigmaringen führende Strecke verlängerte die Hohenzollerische Landesbahn 1910 ihre von Engstingen kommende Strecke über Hanfertal hinaus nach Sigmaringen. Von der Donaubrücke kommend führte das Gleis gerade im Gefälle zum Landesbahnhof nördlich des Staatsbahnhofes und der Landesbahnstraße. Es war ein Bahnsteiggleis und ein ebenes Ausziehgleis vorhanden, am Ausziehgleis gab es auch eine Umsetzmöglichkeit und Lokbehandlungsanlagen. Ein kleines Empfangsgebäude und ein Güterschuppen waren vorhanden. Der Zugang zur Staatsbahn war über die Bahnsteigunterführung möglich. Nach 1975 wurden das Ausziehgleis entfernt und ein Umsetzgleis am Bahnsteig angelegt. 1994 wurde das Gleis von der Brücke südlich verschwenkt und in den Staatsbahnhof eingeführt, es wurde ein zusätzlicher Bahnsteig angelegt. Der Landesbahnhof wurde aufgegeben, dessen Gleisanlagen wurden entfernt.

## Heutiger Betrieb

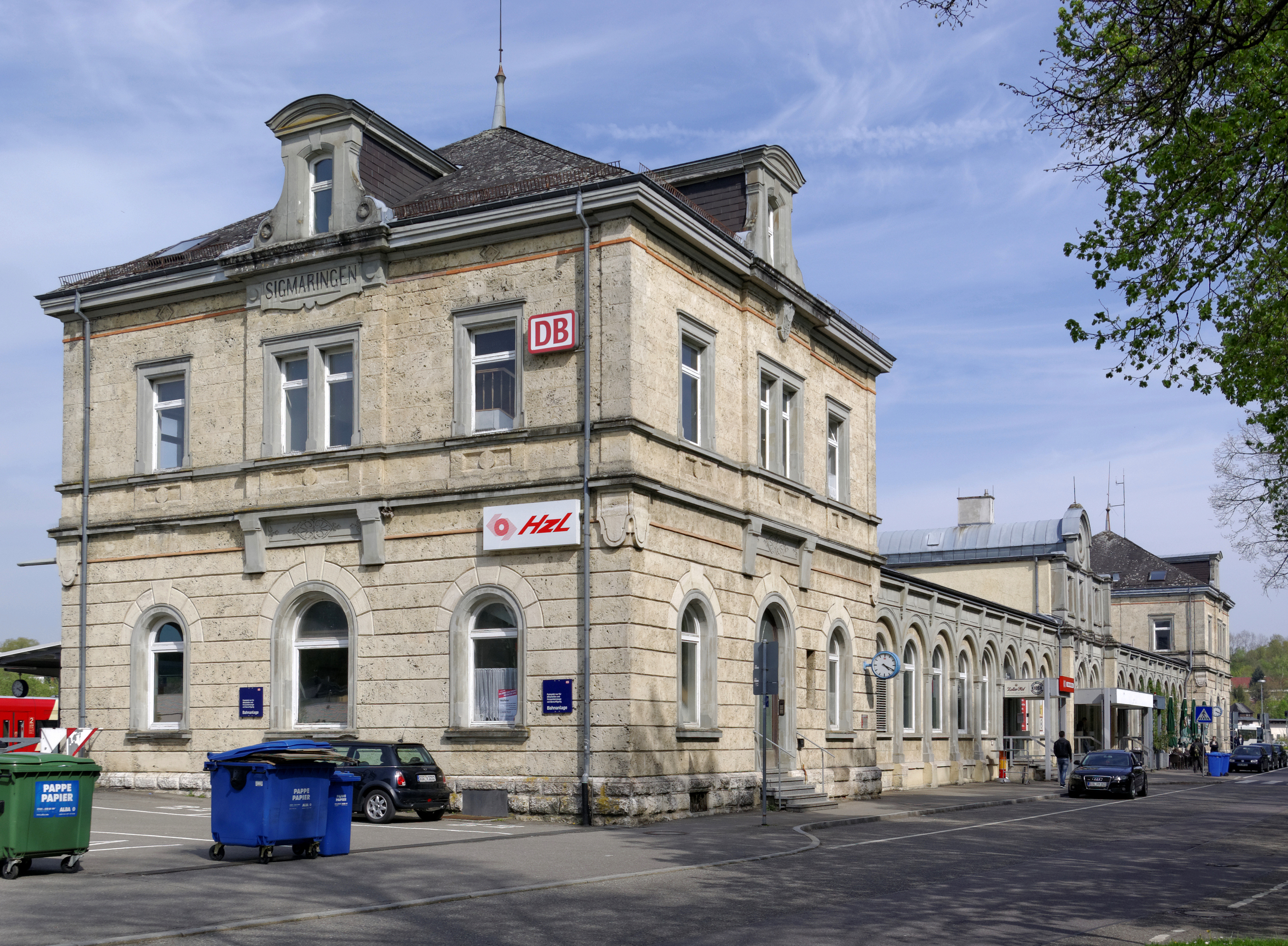
Empfangsgebäude (2015)

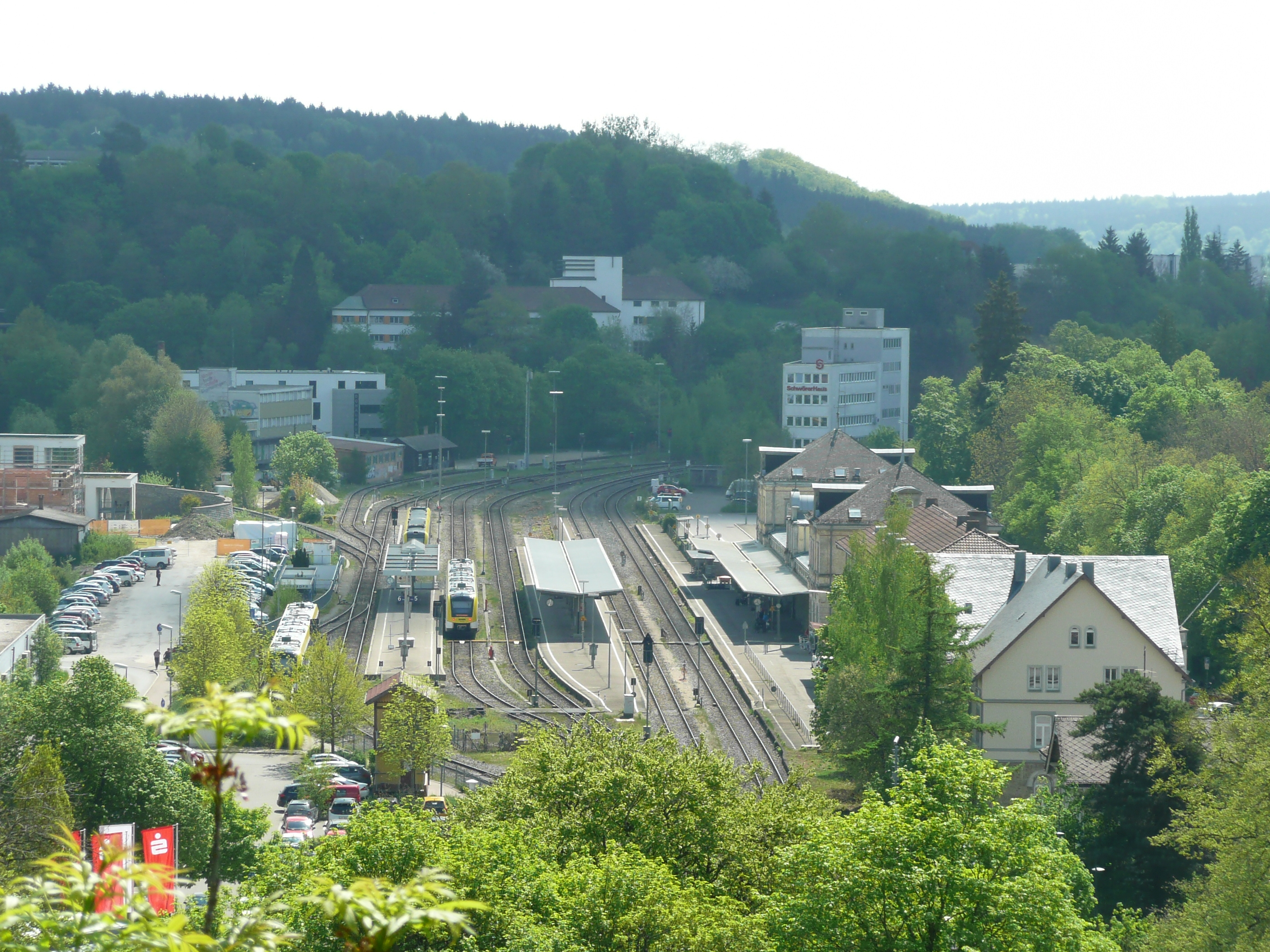
Bahnsteige und Gleise (2022)

| Linie                    | Verlauf | Takt (HVZ wochentags)                 | Betreiber                                |
| ------------------------ | --- | ------------------------------------- | ---------------------------------------- |
| RE 6                     | Stuttgart – Reutlingen – Tübingen – Mössingen – Hechingen – Balingen (Württ) – Albstadt-Ebingen – Sigmaringen – Herbertingen – Aulendorf                                                   | 120 Minuten                           | DB Regio                                 |
| RE 55                    | Ulm Hbf – Blaubeuren – Schelklingen – Ehingen (Donau) – Munderkingen – Riedlingen – Herbertingen – Mengen – Sigmaringen – Beuron – Tuttlingen – Immendingen – Donaueschingen (– Villingen) | 60 Minuten                            | DB Regio                                 |
| RB 53                    | Sigmaringen – Sigmaringendorf – Mengen – Herbertingen – Bad Saulgau – Altshausen – Aulendorf                                                                                               | 120 Minuten                           | DB Regio                                 |
| RB 66                    | Tübingen Hbf – Dußlingen – Nehren – Mössingen – Bodelshausen – Hechingen – Bisingen – Balingen (Württ) – Albstadt-Ebingen – Sigmaringen                                                    | 120 Minuten                           | SWEG Südwestdeutsche Landesverkehrs-GmbH |
| RB 68                    | Sigmaringen – Hanfertal – Jungnau – Veringenstadt – Hettingen – Gammertingen (– Hechingen)                                                                                                 | 60 Minuten (mit Taktlücken)           | SWEG Südwestdeutsche Landesverkehrs-GmbH |
| RB 43a                   | Freizeit-Express Obere Donau: Sigmaringen – Fridingen (b Tuttlingen) – Tuttlingen (– Immendingen – Geisingen-Leipferdingen – Blumberg-Zollhaus)                                            | Sa/So vier Zugpaare im Sommerhalbjahr | SWEG Südwestdeutsche Landesverkehrs-GmbH |
| Stand: 15. Dezember 2024 | |                                       |                                          |